# Hörschelberg
Der Hörschelberg ist ein Berg an der Stadtgrenze von Eisenach im Wartburgkreis in Thüringen. Er befindet sich beim Eisenacher Stadtteil Hörschel und markiert topographisch mit benachbarten Berg Kielforst die (westliche) „Thüringer Pforte“ mit dem Werradurchbruch zwischen Hörschel und Pferdsdorf.
Der Hörschelberg hat eine Gipfelhöhe von 324,6 m ü. NN und zählt zum Naturpark Eichsfeld-Hainich-Werratal.
Der auf der steil abfallenden West- und Südseite vollständig bewaldete und forstwirtschaftlich genutzte Berg wurde 1981/84 für den Bau der Werratalbrücke Hörschel benötigt, der in östlicher Richtung die ehemalige Grenzübergangsstelle Wartha folgte, heute befinden sich dort ein Komplex aus Autobahnrastplatz, Gewerbebetrieben und weiteren Bauwerken. Der landwirtschaftlich genutzte Nordhang reicht bis an die Landesstraße L 1017 (ehemals Bundesstraße 7a).
Auf dem Gipfel mit ehemaligem Aussichtspunkt befindet sich ein wieder aufgebauter Gedenkstein für den ehemaligen Gutsbesitzer vom Deubachshof Hans Ernst von Boyneburgk.
In den 1990er Jahren wurde der Hörschelberg mit dem Straßentunnel Hörschel durchteuft.
Auf dem Hochplateau des Berges wurde 2013 das erste Solarkraftwerk auf dem Gemeindegebiet von Krauthausen errichtet, es erstreckt sich parallel zur Autobahn bis zum Gewerbegebiet Deubachshof.

## Basaltgang am Bahnhof Hörschel
Am südlichen Hang befindet sich ein 1849 im Zuge der Errichtung der Thüringer Bahn entstandener geologischer Aufschluss, der seit 1966 als Flächennaturdenkmal ausgewiesene Basaltgang am Bahnhof Hörschel. An dieser Stelle ist vor etwa 25 Millionen Jahren in der Zeit des Jung-Tertiär dünnflüssiges Basaltmagma in einer Kluft im Muschelkalk aufgestiegen. Er ist heute als schwarzer, fast senkrechter Gang inmitten von nahezu waagerecht gelagerten Kalksteinschichten des Unteren Muschelkalks zu erkennen. Bei dem Basalt handelt es sich um Limburgit: Augit, Magnetit und größere Olivin-Kristalle in glasiger Masse. Der Basaltgang wird mit der Stopfelskuppe bei Förtha, der nördlichsten Vulkankuppe des Rhönvulkans in Verbindung gebracht. Bereits Johann Wolfgang von Goethe soll ihn gekannt und seinen Mitarbeiter C. W. Voigt 1797 mit der Erkundung beauftragt haben. Beim Ausbau der Bahnstrecke Anfang der 1990er Jahre wurde der Basaltgang als geologisches Fenster in der neu errichteten Stützwand ausgespart.

## Galerie

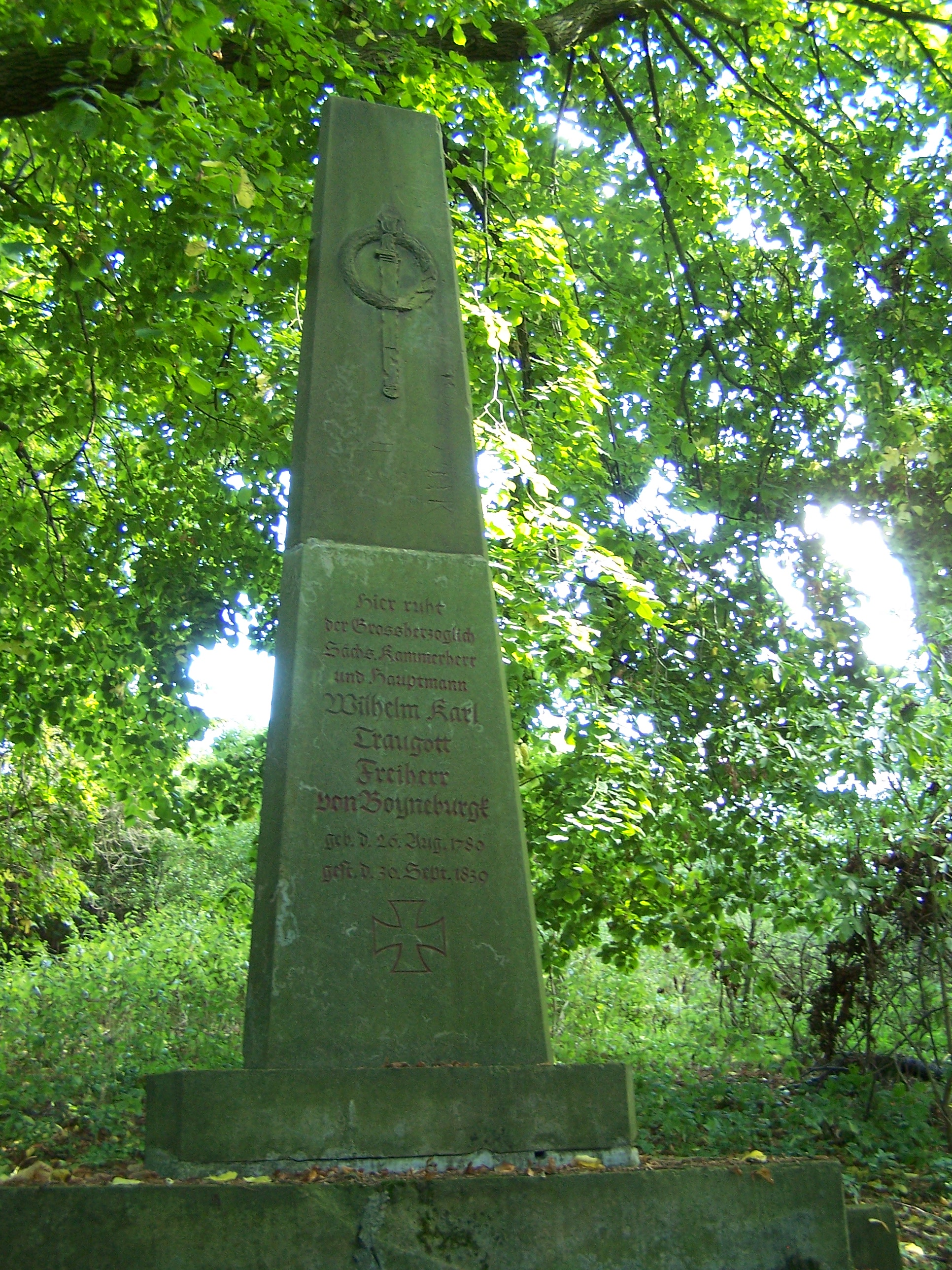
Boyneburgkdenkmal
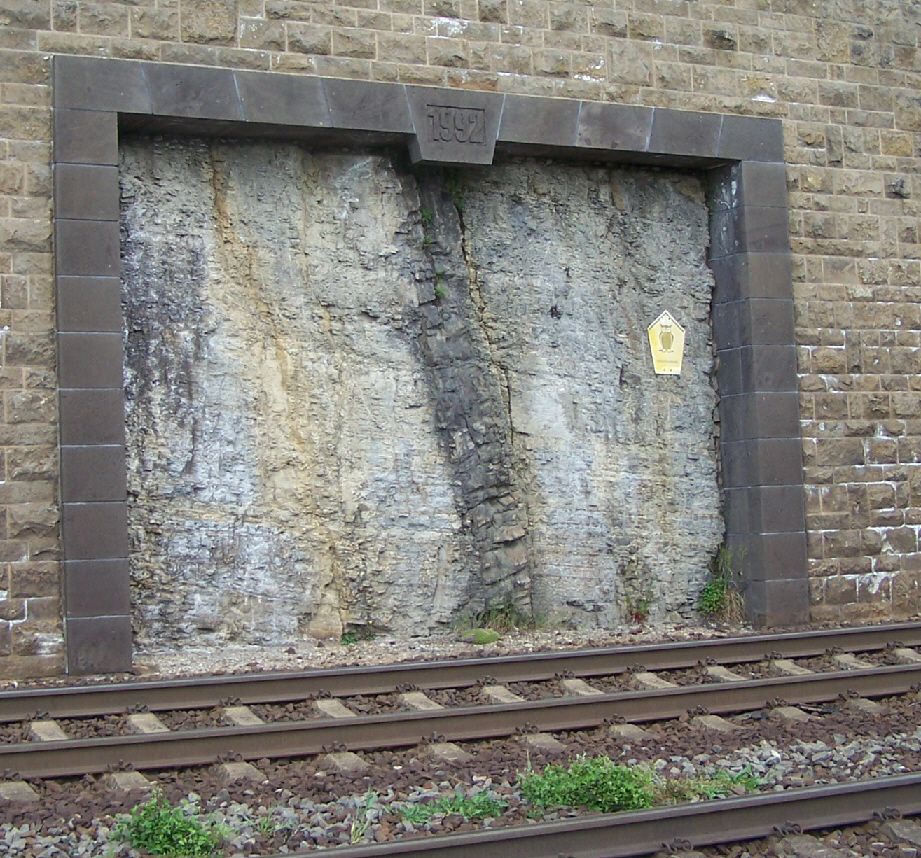
Basaltgang am Bahnhof Hörschel
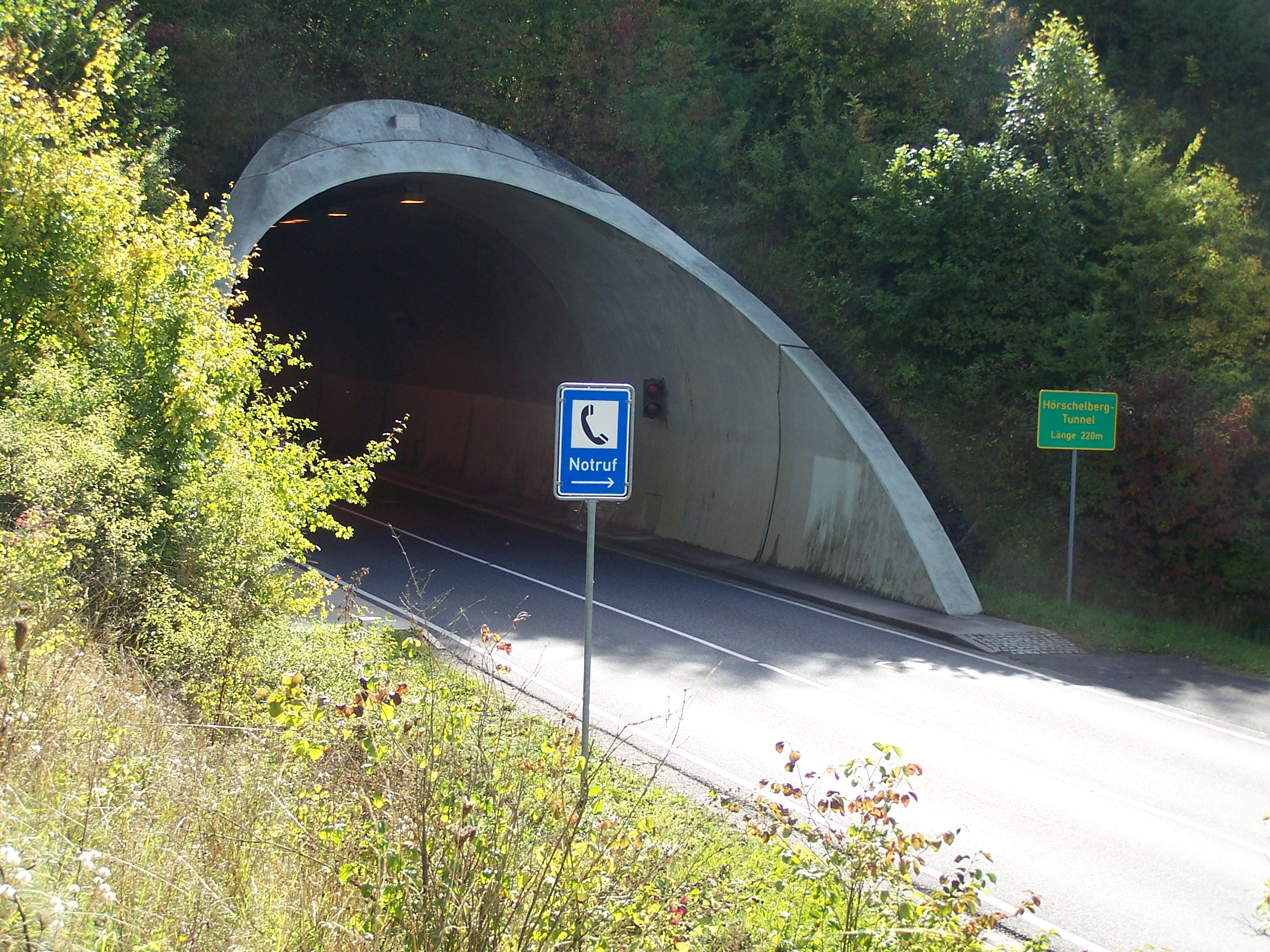
Westportal des Hörschelberg-Tunnels